# Rebutia zecheri

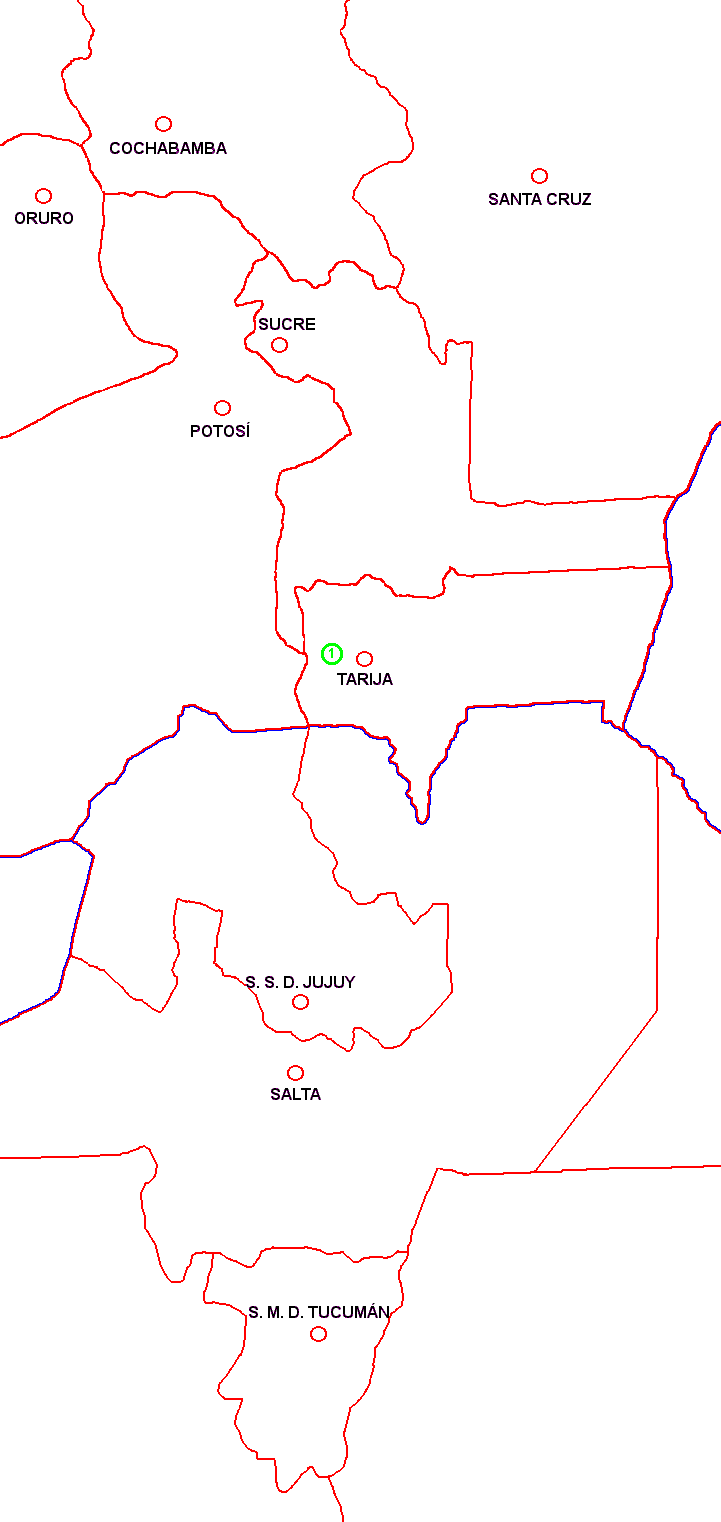
Mapa rozšíření R. zecheri

Rebutia zecheri je rostlina sekce Digitorebutia ze širšího příbuzenstva R. atrovirens. Pojmenována byla na počest svého nálezce, Ernesta Zechera, správce sbírky sukulentů v zámku Schönbrunn, Vídeň.

## Rebutia zecheriRausch
Rausch, Walter; Succulenta, 56: 29, 1977
Sekce Digitorebutia, řada Atrovirens
Synonyma: 
- Lobivia atrovirens Backeb. var. zecheri (Rausch) Rausch, Lobivia 85, p. 13, 1987

### Popis
Stonky odnožující, z hlavního stonku tvořící velké trsy, jednotlivé stonky kulovité až vejčité, 25 - 30 mm široké a 20 – 30 mm vysoké, pokožka tmavě našedle zelená, někdy s fialovým odstínem. Žeber až 12 - 15, přímá nebo poněkud šikmá, oddělená mělkými brázdami, rozdělená do zřetelných, poněkud kuželovitých hrbolků; areoly podlouhlé, přes 1 mm dlouhé, nepatrně nahnědle plstnaté. Trny všechny okrajové, 8 – 11, až 5 mm dlouhé, 3 - 4 páry směřující do stran, k tomu často ještě jednotlivé směřující nahoru a dolů, bílé až nažloutlé nebo nahnědlé, se silnější, někdy tmavší patou a tmavší špičkou; někdy na horním konci areoly jeden tmavší odstávající zčásti v poloze středového.
Květy asi 30 mm dlouhé i široké; květní lůžko nahnědle růžové s nazelenale hnědými šupinami s bílou vlnou a štětinami; vnější okvětní plátky vně fialově červené s olivově zeleným středními proužkem, uvnitř červené s fialovými odstíny; vnitřní okvětní plátky červené; nitky růžově fialově červené, ke konci světlejší až bělavé, prašníky nažloutlé; čnělka nazelenalá, blizna se 7 sevřenými rameny bělavá. Plod kulovitý, až 6 mm široký, hnědý, vysýchající. Semena kulovitě zvonkovitá, 1,2 mm dlouhá a 1 mm široká, testa hnědočerná, dosti zřetelně strukturovaná.

### Variety a formy
R. zecheri byla popsána podle sběru WR 650, rostliny tohoto původu se liší jen minimálně, drobné rozdíly, hlavně ve vybarvení a délce otrnění, jsou zřejmě jen důsledkem rozdílů v kultuře. Dalším sběrem přiřazeným k tomuto druhu je WR 908. Další sběry s určitými pochybnostmi rovněž přiřazené k R. zecheri jsou WR 840 a WR 907. U sběrů WR 841 a RH 296, které jsou někdy s R. zecheri rovněž spojovány, je tato identifikace vzhledem k odlišným místům nálezů nejistá, pokud uváděná lokalizace souhlasí.

### Výskyt a rozšíření
R. zecheri pochází podle autora popisu z malé lokality u Iscayachi, jako místo nálezu typu bylo uvedeno Bolívie, departament Tarija, Iscayachi, blízko Pueblo Viejo, 3000 m, stejně lokalizován byl také sběr WR 908, u sběrů WR 840 a WR 907 bylo jako místo nálezu uvedeno Bolívie, Tarija, Curque. Naproti tomu sběr WR 841 byl lokalizován Bolívie, Tarija, Cajas (?) a RH 296 Argentina, Jujuy, Pueblo Viejo (??).